# Saprosites raoulensis
Saprosites raoulensis är en skalbaggsart som beskrevs av Thomas Broun 1910. Saprosites raoulensis ingår i släktet Saprosites och familjen Aphodiidae. Inga underarter finns listade i Catalogue of Life.